# DJ-Kicks: Annie
DJ-Kicks: Annie – album zawierający didżejski mix norweskiej piosenkarki i didżejki Annie, wydany 19 października 2005 roku w Niemczech nakładem wytwórni !K7 Records jako winylowa (2LP) W tym samym miesiącu w Europie została wydana również CD, a w 2012 roku – digital download (17 plików MP3), wyłącznie jako część 27!K7 Boxset.

## Album

### Historia i muzyka
W 1995 roku niemiecka wytwórnia !K7 Records zapoczątkowała wydawanie serii DJ-Kicks, na którą złożyły się liczne klubowe płyty CD z miksami takich artystów jak Joey Beltram, Claude Young i Stacey Pullen.
W miksie Annie przygotowanym dla tej wytwórni znalazły się między innymi utwory: „My Love For You” ESG, „Jukebox Babe” Alana Vegi, „Wanna be Your Lover” włoskiego zespołu La Bionda, „Black History Month” Death from Above 1979, „Bongo Song” japońskiego muzyka Zongamina, „I Want Candy” Bow Wow Wow, „Paris Hilton” MU, „Lady Bug” Bumblebee Unlimited oraz jej własny, nowy utwór „Gimme Your Money”, łączący house z garażowym rockiem.

### Lista utworów

#### LP
Lista i informacje według Discogs:
| A1. | Annie: Gimme Your Money autorzy: Annie L. B. Strand, Timo Kaukolampi                                                    |  |
|     | |  |
| A2. | La Bionda: I Wanna Be Your Love autorzy: Angelo La Bionda, Carmelo La Bionda, R. W. Palmer-James                        |  |
|     | |  |
| A3. | Alan Vega: Jukebox Babe autor: Alan Vega                                                                                |  |
|     | |  |
| B1. | Zongamin: Bongo Song autor: S. I. Mukai                                                                                 |  |
|     | |  |
| B2. | Liquid Liquid: Flextone (JD Twitch Optimo Edit) autorzy: D. Young, S. Principato                                        |  |
|     | |  |
| C1. | Death from Above 1979: Black History Month (Alan Braxe & Fred Falke Remix) autorzy: Jesse F. Keeler, Sebastien Grainger |  |
|     | |  |
| C2. | Datarock: Fa Fa Fa autorzy: Saroea, Mosnes                                                                              |  |
|     | |  |
| D1. | Brundtland And Pehrson: Geared Up autorzy: Therson, Brundtland                                                          |  |
|     | |  |
| D2. | Bow Wow Wow: I Want Candy autorzy: Bert Berns, Bob Feldman, Gerold Goldstein*, Richard Gottehrer                        |  |
|     | |  |
| D3. | Toy: Rabbit Pushing Mower autorzy: Alisdair Stirling, Jørgen Træen                                                      |  |
|     | |  |

#### CD
Lista i informacje według Discogs:
| Nr  | Tytuł utworu                                          | Oryginalny wykonawca   | Długość |
| --- | ----------------------------------------------------- | ---------------------- | ------- |
| 1.  | „Rabbit Pushing Mower”                                | Toy                    | 2:42    |
| 2.  | „I Wanna Be Your Lover”                               | La Bionda              | 3:16    |
| 3.  | „Jukebox Babe”                                        | Alan Vega              | 4:19    |
| 4.  | „Nanny Nanny Boo Boo (Junior Senior Remix)”           | Le Tigre               | 3:24    |
| 5.  | „Bongo Song”                                          | Zongamin               | 5:09    |
| 6.  | „Flextone (DJ Twitch Optimo Edit)”                    | Liquid Liquid          | 3:00    |
| 7.  | „Wedding”                                             | Annie                  | 2:36    |
| 8.  | „Black History Month (Alan Braxe & Fred Falke Remix)” | Death from Above 1979  | 4:33    |
| 9.  | „1939”                                                | Motiivi:Tuntematon     | 2:50    |
| 10. | „Geared Up”                                           | Brundtland And Pehrson | 3:47    |
| 11. | „Lady Bug (I Just Wanna Be Your)”                     | Bumblebee Unlimited    | 5:12    |
| 12. | „Gimme Your Money”                                    | Annie                  | 2:59    |
| 13. | „I Want Candy”                                        | Bow Wow Wow            | 2:24    |
| 14. | „My Love For You”                                     | ESG                    | 2:45    |
| 15. | „Sally (That Girl)”                                   | Gucci Crew II          | 2:28    |
| 16. | „Paris Hilton”                                        | MU                     | 3:21    |
| 17. | „Fa Fa Fa”                                            | Datarock               | 5:10    |
|     |                                                       |                        | 59:55   |

### Informacje
- Klaus Dahmen – kierownictwo artystyczne
- Annie – selekcja utworów, kompilacja, produkcja, DJ Mix
- Ercola, Kaukolampi – edycja, miks audio
- Jim Butler –  informacje na okładce
- Nicole Naumann – make-up
- Valerie Stahl von Stromberg – zdjęcie

## Odbiór

### Opinie krytyków
| Oceny łączne           | Oceny łączne |
| Publikacja             | Ocena        |
| ---------------------- | ------------ |
| Album of the Year      | 68/100       |
| Recenzje               |              |
| Publikacja             | Ocena        |
| AllMusic               | [ 5 ]        |
| laut.de                | [ 7 ]        |
| The New Zealand Herald | [ 8 ]        |
| Pitchfork              | 7.5/10       |
| Stylus Magazine        | B+           |

Andy Kellman z AllMusic uważa że choć „Annie nie jest ani najbardziej doświadczonym ani technicznie uzdolnionym DJ-em, to kręci się już [w biznesie] od kilku lat i widać, że wie, jak ułożyć nieprzewidywalny zestaw piosenek i utworów przyjaznych imprezom, łącząc stare z nowym i rzadkie z klasyką”. Tak więc „jeżeli nie przepadasz za płynnymi przejściami i stylistycznymi miksami, powinieneś cieszyć się tym DJ-Kicksem tak samo, jak każdym innym albumem wydanym w ciągu ostatnich kilku lat” – konstatuje autor.
„Stać w jednym rzędzie z Kruder und Dorfmeister, Stereo MC's, Thievery Corporation, Nightmares On Wax i Erlend Oye – to nie lada zaszczyt” twierdzi Dani Fromm z magazynu laut.de i dodaje: „Księżniczka electropopu z Bergen, Annie, raczej nie postrzega tego inaczej: Dołącza do grona tych znakomitych poprzedników i przygotowuje kompilację DJ Kicks dla !K7”S.
Zdaniem Nicka Sylvestra z Pitchforka „gwiazda electro-popu zmienia się w selekcjonera szacownej serii DJ-Kicks, oferując kilka własnych utworów oraz, między innymi, utwory ESG, Mu i Death From Above 1979.
„Jasne jest, że Annie chce się po prostu dobrze bawić, a jeśli chcemy do niej dołączyć, jesteśmy mile widziani na imprezie” – twierdzi Ben Hogwood z musicOMH.
W ocenie redakcji Resident Advisor DJ Kicks Annie jest „wspaniałą mieszanką wszystkiego, od electro do house, techno, rocka, disco, bongo rocka i Bow Wow Wow”.
Według Scotta Kary z dziennika The New Zealand Herald Annie „bardziej skupia się na doborze utworów niż na didżejskich technikaliach”. Jednak „kiedy się robi składankę, wybrane utwory muszą dobrze do siebie pasować i, niestety, miejscami ten album nie jest tak piękny jak Annie” – zauważa na koniec.